# Communauté de communes Arnon Boischaut Cher
Pour les articles homonymes, voir Cœur de France.
La communauté de communes Arnon Boischaut Cher (CDC ABC) est une communauté de communes française, située dans le département du Cher.

## Historique
La Communauté de communes a été créée par un arrêté préfectoral du 21 décembre 2010 qui a pris effet le 1er janvier 2011 par la fusion de la communauté de communes des Rives du Cher et de la communauté de communes des Portes du Boischaut.
Le 31 décembre 2012, les communes de Levet et Sainte-Lunaise, membres de l'ancienne communauté de communes des Rampennes ont rejoint la CDC ABC, portant le nombre de communes regroupées à 19, .
À la suite de la fusion de Sainte-Lunaise au sein de Corquoy sous le régime des communes nouvelles le 1er janvier 2019, la communauté ne compte plus que 18 communes.

## Territoire communautaire

### Géographie
Située au sud de Bourges, la communauté de communes est rattachée au pays Berry-Saint-Amandois. Elle présente une superficie de 379,5 km2.
En 2010, 10 communes sont dans l’aire urbaine de Bourges (dont les pôles de proximité de Levet et Châteauneuf-sur-Cher) signifiant que 40% de la population active de ces communes travaille dans le pôle de Bourges.

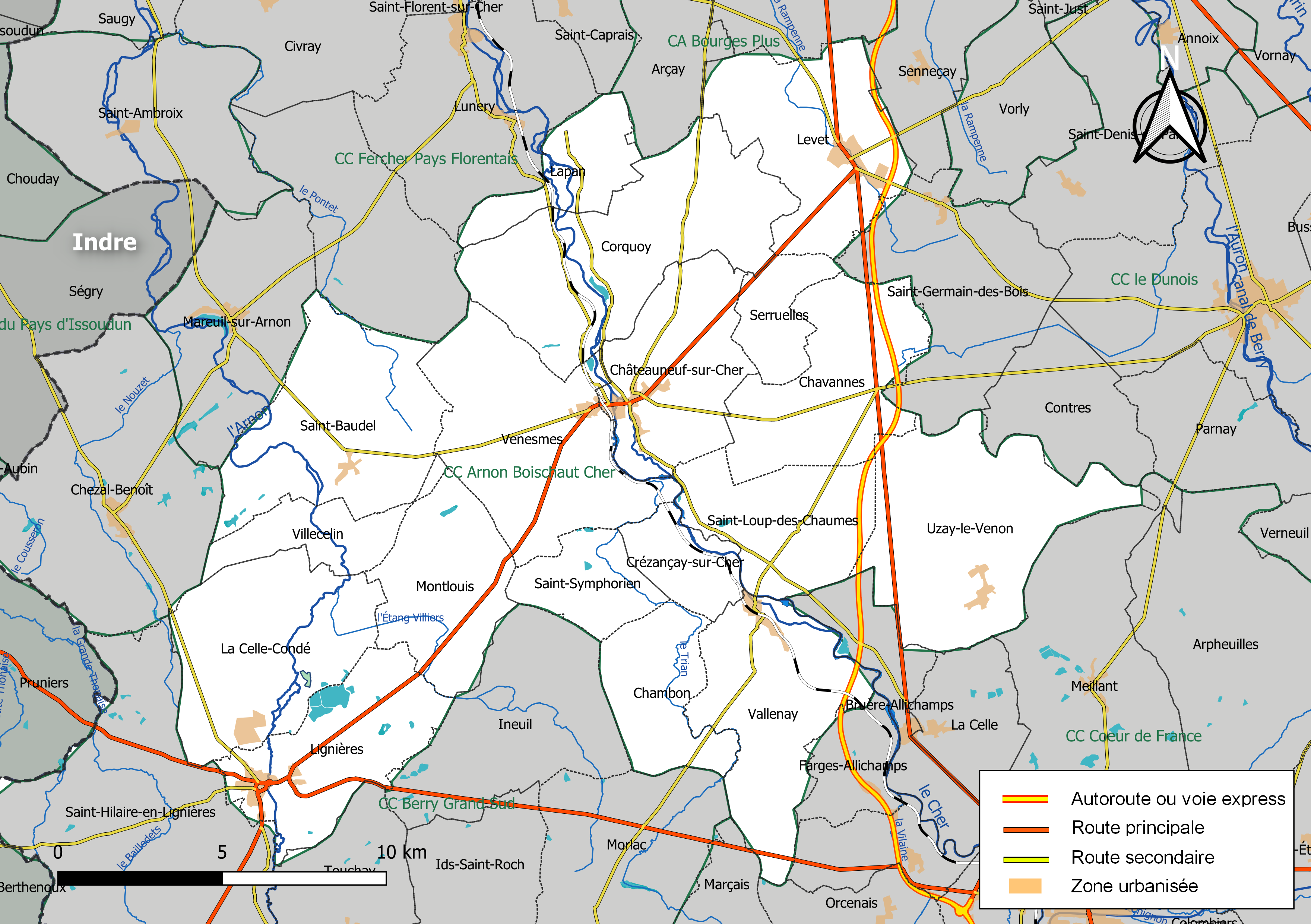
Carte de la communauté de communes Arnon Boischaut Cher au 1er janvier 2019.

### Composition

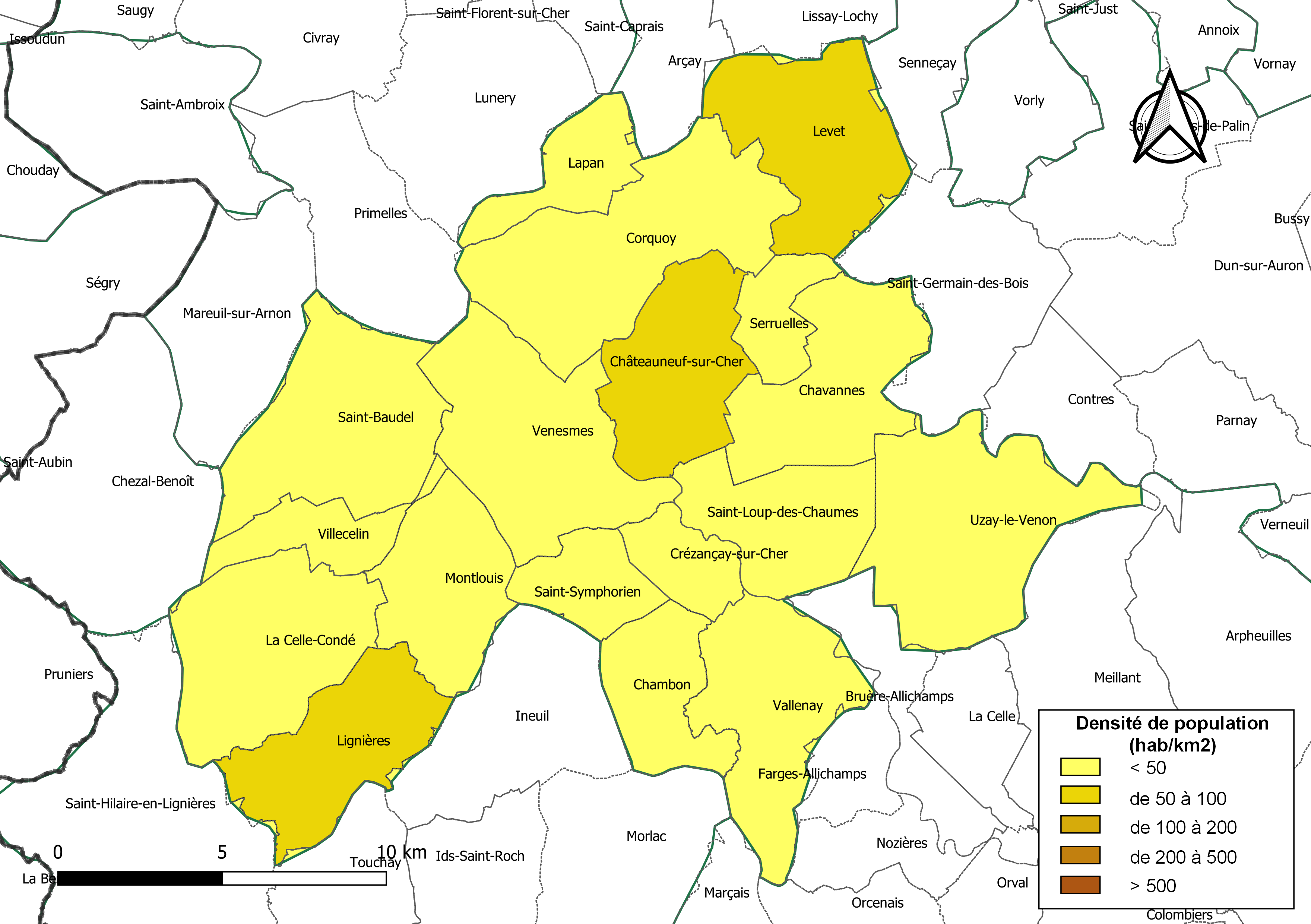
Carte des densités de population (millésimée 2016) des communes de la communauté de communes Arnon Boischaut Cher. Composition en communes au 1er janvier 2019.

La communauté de communes est composée des 18 communes suivantes :

| Nom                          | Code Insee | Gentilé         | Superficie (km2) | Population (dernière pop. légale) | Densité (hab./km2) |
| ---------------------------- | ---------- | --------------- | ---------------- | --------------------------------- | ------------------ |
| Châteauneuf-sur-Cher (siège) | 18058      | Castelneuviens  | 21,97            | 1 362 (2022)                      | 62                 |
| La Celle-Condé               | 18043      |                 | 30,94            | 191 (2022)                        | 6,2                |
| Chambon                      | 18046      |                 | 13,91            | 154 (2022)                        | 11                 |
| Chavannes                    | 18063      | Chavannais      | 24,06            | 153 (2022)                        | 6,4                |
| Corquoy                      | 18073      | Corquoysiens    | 36,57            | 199 (2022)                        | 5,4                |
| Crézançay-sur-Cher           | 18078      | Crézançaynois   | 7,65             | 62 (2022)                         | 8,1                |
| Lapan                        | 18122      | Lapanais        | 10,5             | 226 (2022)                        | 22                 |
| Levet                        | 18126      | Levetois        | 25,97            | 1 367 (2022)                      | 53                 |
| Lignières                    | 18127      | Lignèrois       | 21,88            | 1 325 (2022)                      | 61                 |
| Montlouis                    | 18152      | Montlouisiens   | 18,98            | 110 (2022)                        | 5,8                |
| Saint-Baudel                 | 18199      | Saint-Baudelois | 30,09            | 251 (2022)                        | 8,3                |
| Saint-Loup-des-Chaumes       | 18221      | Loupiens        | 18,55            | 285 (2022)                        | 15                 |
| Saint-Symphorien             | 18236      | Symphoriennais  | 9,54             | 133 (2022)                        | 14                 |
| Serruelles                   | 18250      | Serruelliens    | 7,51             | 67 (2022)                         | 8,9                |
| Uzay-le-Venon                | 18268      | Uzayniens       | 34,6             | 410 (2022)                        | 12                 |
| Vallenay                     | 18270      | Vallenaisiens   | 25,66            | 694 (2022)                        | 27                 |
| Venesmes                     | 18273      | Venesmois       | 31,76            | 788 (2022)                        | 25                 |
| Villecelin                   | 18283      | Villecelinois   | 9,39             | 78 (2022)                         | 8,3                |

### Démographie
| 1968  | 1975  | 1982  | 1990  | 1999  | 2006  | 2011  | 2016  |
| ----- | ----- | ----- | ----- | ----- | ----- | ----- | ----- |
| 9 097 | 8 959 | 8 584 | 8 446 | 8 134 | 8 243 | 8 351 | 8 180 |

## Administration

### Siège
La communauté de communes a son siège 2, rue Brune à Châteauneuf-sur-Cher.

### Élus
La communauté d'agglomération est administrée par son conseil communautaire, composé de 37 conseillers municipaux représentant les 19 communes membres répartis comme suit :

- 6 délégués pour Châteauneuf et Lignières ; 

- 5 délégués pour Levet ;

- 3 délégués pour Vallenay et Venesmes ;

- 1 délégué pour les autres communes (2 pour Corquoy à la suite de l'intégration de Sainte-Lunaise).
À la suite des élections municipales de 2014 dans le Cher, le Conseil communautaire du 15 avril 2014 a élu son président, nouveau maire de Corquoy, Dominique Burlaud, ainsi que ses cinq vice-présidents, et les autres membres du bureau qui constituent son exécutif pour le mandat 2014-2020.
Vice-présidents
1. Élisabeth Barbier, élue de Lignières ;
2. Philippe Andriau, élu de Vallenay ;
3. Jean-Roger Mathé, élu d’Uzay-leVenon ;
4. Véronique Richard, élue  de Levet ;
5. Guy Laban, élu de Venesmes.

Autres membres du bureau
William Pelletier, élu de Châteauneuf, a été élu lors du conseil du 15 avril 2014. Les représentants des autres communes seront nommés ultérieurement.

### Liste des présidents
| Période       | Période                       | Identité          | Étiquette | Qualité                                                      |
| ------------- | ----------------------------- | ----------------- | --------- | ------------------------------------------------------------ |
|               | avril 2014                    | William Pelletier | DVD       | Maire de Châteauneuf-sur-Cher Conseiller général (1994-2015) |
| 15 avril 2014 | En cours (au 10 juillet 2019) | Dominique Burlaud | SE        | maire de Corquoy                                             |

### Compétences
L'intercommunalité exerce des compétences qui lui ont été transférées par l'ensemble des communes qui la composent, dans les conditions fixées par le code général des collectivités territoriales.
Il s'agit de :
- Aménagement de l’espace : entretien des sentiers de randonnées y compris la signalétique ;  infrastructures et de réseaux de communications électroniques ; structures d’accueil et d’hébergement propriété de la communauté de communes ; schéma de cohérence territoriale (SCoT), plan local d’urbanisme (PLU) et
- Actions de développement économique et touristique : zones d’activités ;  action de développement économique ; politique locale du commerce et soutien aux activités commerciales d’intérêt communautaire ;  promotion du tourisme, dont création des offices de tourisme ;
- aires d’accueil des gens du voyage ;
- Collecte et traitement des déchets ménagers et déchets assimilés

- Environnement :  développement des énergies renouvelables sur le territoire intercommunal, zxploitation des énergies renouvelables sur les installations propriétés de la communauté de communes
- Voirie ;
- Actions sociale : structures pour la petite enfance, l’enfance, et la jeunesse, organisation des activités périscolaires et des accueils collectifs de mineurs, à l’exclusions des Nouvelles Activités Périscolaires (NAP).
- Assainissement
- Culture : pParticipation au développement des pratiques culturelles intéressant l’ensemble du territoire, soutien et développement du projet artistique et culturel porté par l’association Les Bains Douches via une convention d’objectifs Scène de musiques actuelles, concours financiers aux associations culturelles du territoire proposant aux publics les plus larges et les plus variés une action culturelle de qualité.

### Régime fiscal et budget
La communauté de communes est un établissement public de coopération intercommunale à fiscalité propre.
Afin de financer l'exercice de ses compétences, la communauté de communes perçoit une fiscalité additionnelle aux impôts locaux des communes, sans fiscalité professionnelle de zone (FPZ ) et sans fiscalité professionnelle sur les éoliennes (FPE).